# Orthorrhynchium elegans
Orthorrhynchium elegans är en bladmossart som beskrevs av Heinrich Wilhelm Reichardt 1868. Orthorrhynchium elegans ingår i släktet Orthorrhynchium och familjen Orthorrhynchiaceae. Inga underarter finns listade i Catalogue of Life.